# Ute Engel
Ute Engel (* 1963 in Wiesbaden) ist eine deutsche Kunsthistorikerin.

## Leben
Von 1983 bis 1993 studierte sie Kunstgeschichte, Germanistik, Buchwissenschaft und Geschichte in Mainz und München. Von 1987 bis 1990 hatte sie ein Stipendium der Studienstiftung des deutschen Volkes und von 1991 bis 1993 ein Promotionsstipendium der Studienstiftung des deutschen Volkes. Nach der Promotion 1993 an der Universität Mainz, Dissertation „Die Kathedrale von Worcester“, war sie von 1994 bis 1996 wissenschaftliche Mitarbeiterin am Institut für Kunstgeschichte der Universität Mainz. Von 2004 bis 2005 erhielt sie ein Stipendium für Wissenschaftlerinnen in der Forschung des Landes Rheinland-Pfalz. Wissenschaftliche Assistentin 1997–2004, 2005–2007 (C 1) war sie am Institut für Kunstgeschichte der Universität Mainz. Von 2008 bis 2010 war sie wissenschaftliche Mitarbeiterin am Geographischen Institut der Universität Mainz und mit der Konzeption und Koordination eines naturwissenschaftlich-kulturwissenschaftlichen SFB-Antrags „Entwicklung integrativer Theorien und Modelle zur Kulturlandschaft am Beispiel des UNESCO-Welterbes Oberes Mittelrheintal“ unter der Projektleitung von Wolfgang Wilcke beschäftigt. Von 2010 bis 2011 arbeitete sie an einem interdisziplinären DFG-Paketantrag „Dynamik und Referenz. Prozesse von Transfer und Vernetzung am Mittelrhein“ der Universitäten Mainz und Frankfurt am Main mit. Nach der Habilitation 2011 im Fachbereich 07 der  Universität Mainz für das Fach Kunstgeschichte mit der Habilitationsschrift „Barockforschung. Der deutsche Barock, die deutsche Kunstgeschichte und die Frage der nationalen Identität, ca. 1855–1933“ war sie Sommersemester 2011 Lehrbeauftragte am Kunstgeschichtlichen Institut der Universität Frankfurt. Von 2011 bis 2012 leitete sie das Forschungsprojekt „Der gotische Mainzer Dom. Der Ausbau der erzbischöflichen Kathedrale vom späten 13. bis zum 15. Jahrhundert“, Institut für Kunstgeschichte, Universität Mainz. Von 2011 bis 2013 war sie wissenschaftliche Mitarbeiterin am Lehrstuhl I für Kunstgeschichte, Institut für Archäologie, Denkmalwissenschaften und Kunstgeschichte der Universität Bamberg. Im Sommersemester 2012 und Wintersemester 2012/2013 vertrat sie die Professur für Architekturgeschichte an der Hochschule Mainz. Von 2013 bis 2014 hatte sie eine Postdoc-Stelle im DFG-Projekt „Regionale Vernetzung und überregionaler Anspruch. Mittelrheinische Sakralarchitektur am Mittelrhein ca. 1250 bis 1450“ am Institut für Kunstgeschichte und Musikwissenschaft der Universität Mainz. Im Wintersemester 2016/2017 vertrat sie den Lehrstuhl für Ältere Kunstgeschichte an der Universität Bern. Von 2014 bis 2019 war sie Projektkoordinatorin und Leiterin der Arbeitsstelle München des Akademieprojekts „Corpus der barocken Deckenmalerei in Deutschland“ am Institut für Kunstgeschichte der Universität München.
Seit dem Sommersemester 2019 lehrt sie als Professorin für Kunstgeschichte des Mittelalters (W3) am Institut für Kunstgeschichte und Archäologien Europas der Universität Halle. 
Ihre Arbeits- und Forschungsschwerpunkte sind Kunstgeschichte des Mittelalters, bes. Architektur und Bildkünste des 11. bis 14. Jahrhunderts, Kunst- und Kulturtransfer in Europa, Kunstgeschichte und Kulturlandschaft, Kunstgeschichte Großbritanniens, Barockforschung mit Schwerpunkt in Deutschland und dem Heiligen Römischen Reich, Wissenschaftsgeschichte und digitale Kunstgeschichte.

## Schriften (Auswahl)
- Die Kathedrale von Worcester. Deutscher Kunstverlag, Berlin 2000, ISBN 3-422-06305-6 (Dissertation).
- mit Kai Kappel und Claudia Annette Meier (Hrsg.): Meisterwerke mittelalterlicher Architektur. Beiträge und Biographie eines Bauforschers. Festgabe für Dethard von Winterfeld zum 65. Geburtstag. Regensburg 2003, ISBN 3-7954-1531-4.
- mit Alexandra Gajewski (Hrsg.): Mainz and the Middle Rhine Valley. Medieval art, architecture and Archaeology. Mainz 2008, ISBN 3-8053-3880-5.
- Stil und Nation. Barockforschung und deutsche Kunstgeschichte (ca. 1830–1933). Paderborn 2018, ISBN 3-7705-5492-2.